# O Passo do Lui
O Passo do Lui é o segundo álbum do grupo de rock brasileiro Paralamas do Sucesso lançado em 1984.

## Informações
Como o primeiro álbum da banda, Cinema Mudo, não tinha agradado tanto o trio, O Passo do Lui acabou imprimindo a identidade dos Paralamas: a mudança de sonoridade, com a bateria e o baixo mais presentes, e composições que marcariam a banda e o rock brasileiro.

O Passo do Lui obteve maior sucesso com a apresentação dos Paralamas no Rock in Rio de 1985, quando a música Óculos já estava praticamente estourada. Com dois shows considerados como umas das melhores atrações do festival, a banda levou a turnê do disco para todo o Brasil.

Teve como singles "Meu Erro", "Romance Ideal", "Ska", "Óculos", "Mensagem de Amor' e 'Me Liga" mostram porque o disco é considerado um dos melhores para o público e para os fãs. Além disso vendeu mais de 250 mil cópias. Por uma falha gráfica, as duzentas primeiras cópias do álbum saíram sem encarte, com as músicas e a ficha técnica.

## Faixas
Todas as Músicas de Herbert Vianna, exceto quando indicado.   
Lado A.
1. "Óculos" 03:41
2. "Meu Erro" 03:29
3. "Fui Eu"  03:52
4. "Romance Ideal" (Martim Cardoso, Herbert Vianna) 04:10
5. "Ska" 02:29

Lado B.
1. "Mensagem de Amor" 04:20
2. "Me Liga" 03:50
3. "Assaltaram a Gramática" (Lulu Santos, Waly Salomão) 02:52
4. "Menino e Menina"  03:59
5. "O Passo do Lui" 02:20

Compactos.
- 1984.: Gravadora: EMI-Odeon. / "O Passo do Lui".:

- Lado A.: 01) "Ska. ; 02) "Óculos. /
- Lado B.: 01) "Meu Erro. ; 02) "Me Liga. 
- 1984.: Gravadora: EMI-Odeon. / "Romance Ideal".:

- Lado A.: "Romance Ideal". / - Lado B.: "Mensagem de Amor".
- 1985.: Gravadora: EMI-Odeon. /  "Assaltaram a Gramática".:

- Lado A.: "Assaltaram a Gramática". / - Lado B.: "Fui Eu".

## Créditos
Os Paralamas do Sucesso
- Herbert Vianna: vocal e guitarra
- Bi Ribeiro: baixo
- João Barone: bateria e percussão

Músicos convidados
- Léo Gandelman: saxofone
- Jota Moraes: teclado em "Óculos", "Meu Erro" e "Me Liga"
- Ricardo Cristaldi: teclado em "Óculos"
- Paula Preuss: vocais em "Fui Eu" e "Me Liga"
- Lulu Santos e Scarlet Moon: vocais em "Assaltaram a Gramática"

Produção
- Jorge Davidson: direção artística
- Os Paralamas do Sucesso: arranjos e produção de relançamento (1997)
- Marcelo Sussekind: produção executiva
- Mayrton Bahia: direção de produção
- Franklin Garrido: assistente de produção
- Marcelo Sussekind e Franklin Garrido: mixagem
- José Celso Guida, Franklin Garrido e Renato Luiz: engenheiros de gravação
- Geraldo Tavares e Rob: auxiliares de estúdio
- Chris Blair: remasterização no Abbey Road Studios em Londres (1997)
- Chris Buchanan: administração em Abbey Road (1997)

Design
- Ricardo Leite: capa
- Gustavo Caio: coordenação gráfica
- Pós Imagem Design: design
- Maurício Valladares: fotos

## Capa
Desenvolvida por Ricardo Leite, a capa do álbum retrata Lui, um amigo brasiliense dos membros da banda que dançava ska.